# Ungerns damlandslag i volleyboll
Ungerns damlandslag i volleyboll (ungerska: Magyar női röplabda-válogatott) representerar Ungern i volleyboll på damsidan. Laget har deltagit i OS tre gånger och i VM sex gånger. I bägge fallen har de som bäst blivit fyra. Laget har även deltagit i ett stort antal EM, där de som bäst tagit silver. Laget nådde sina största framgångar under 1970-talet. Från slutet av 1980-talet till början av 2010-talet hade de en lång svacka utan deltagande i större internationella turneringar. Från 2010-talet och framåt har de åter deltagit flitigt i EM och European Volleyball League.

### Fotnoter
1. ↑  ”1949 Senior European Championships” (på engelska). Confédération Européenne de Volleyball. https://www-old.cev.eu/Competition-Area/competition.aspx?ID=293&PID=616. Läst 27 februari 2023.
2. ↑  ”1950 Senior European Championships” (på engelska). Confédération Européenne de Volleyball. https://www-old.cev.eu/Competition-Area/competition.aspx?ID=294&PID=617. Läst 27 februari 2023.
3. ↑  Todor Krastev. ”Women Volleyball I World Championship 1952 Moskva (URS) - 17-29.08 Dinamo Stadium - Winner Soviet Union” (på engelska). http://www.todor66.com/volleyball/World/Women_1952.html. Läst 29 juni 2024.
4. ↑  ”Volleyball - Women's World Championship 1952 - Calendar & Results” (på engelska). Les-Sports.info. https://www.the-sports.org/volleyball-1952-women-s-world-championship-epr22660.html. Läst 29 juni 2024.
5. ↑  ”1955 Senior European Championships” (på engelska). Confédération Européenne de Volleyball. https://www-old.cev.eu/Competition-Area/competition.aspx?ID=296&PID=619. Läst 27 februari 2023.
6. ↑  ”1958 Senior European Championships” (på engelska). Confédération Européenne de Volleyball. https://www-old.cev.eu/Competition-Area/competition.aspx?ID=297&PID=620. Läst 27 februari 2023.
7. ↑  Todor Krastev. ”Women Volleyball IV World Championship 1962 Moscow (URS) 13-25.10 Winner Japan” (på engelska). http://www.todor66.com/volleyball/World/Women_1962.html. Läst 29 juni 2024.
8. ↑  ”Volleyball - Women's World Championship 1962 - Calendar & Results” (på engelska). Les-Sports.info. https://www.the-sports.org/volleyball-1962-women-s-world-championship-epr22676.html. Läst 29 juni 2024.
9. ↑  ”1963 Senior European Championships” (på engelska). Confédération Européenne de Volleyball. https://www-old.cev.eu/Competition-Area/competition.aspx?ID=298&PID=621. Läst 27 februari 2023.
10. ↑  ”1967 Senior European Championships” (på engelska). Confédération Européenne de Volleyball. https://www-old.cev.eu/Competition-Area/competition.aspx?ID=299&PID=622. Läst 26 februari 2023.
11. ↑  ”1971 Senior European Championships” (på engelska). Confédération Européenne de Volleyball. https://www-old.cev.eu/Competition-Area/competition.aspx?ID=300&PID=623. Läst 26 februari 2023.
12. ↑  ”Olympedia”. https://www.olympedia.org/results/37192.
13. ↑  ”1974/1975 Senior European Championships” (på engelska). Confédération Européenne de Volleyball. https://www-old.cev.eu/Competition-Area/competition.aspx?ID=301&PID=624. Läst 26 februari 2023.
14. ↑  ”Olympedia”. https://www.olympedia.org/results/37251.
15. ↑  ”1976/1977 Senior European Championships” (på engelska). Confédération Européenne de Volleyball. https://www-old.cev.eu/Competition-Area/competition.aspx?ID=302&PID=626. Läst 26 februari 2023.
16. ↑  ”1978/1979 Senior European Championships” (på engelska). Confédération Européenne de Volleyball. https://www-old.cev.eu/Competition-Area/competition.aspx?ID=303&PID=627. Läst 26 februari 2023.
17. ↑  ”Olympedia”. https://www.olympedia.org/results/37314.
18. ↑  ”1980/1981 Senior European Championships” (på engelska). Confédération Européenne de Volleyball. https://www-old.cev.eu/Competition-Area/competition.aspx?ID=304&PID=628. Läst 26 februari 2023.
19. ↑  ”1982/1983 Senior European Championships” (på engelska). Confédération Européenne de Volleyball. https://www-old.cev.eu/Competition-Area/competition.aspx?ID=305&PID=629. Läst 26 februari 2023.
20. ↑  ”1984/1985 Senior European Championships” (på engelska). Confédération Européenne de Volleyball. https://www-old.cev.eu/Competition-Area/competition.aspx?ID=306&PID=630. Läst 26 februari 2023.
21. ↑  ”1986/1987 Senior European Championships” (på engelska). Confédération Européenne de Volleyball. https://www-old.cev.eu/Competition-Area/competition.aspx?ID=307&PID=632. Läst 26 februari 2023.
22. 1 2  Veronika Čuňočková. ”Projekt športovej akcie nadregionálneho významu” (på tjeckiska). https://is.muni.cz/th/d1vbk/Cunockova_DP.pdf. Läst 12 november 2023.
23. ↑  ”2011 CEV Volleyball European League - Women” (på engelska). Confédération Européenne de Volleyball. https://www-old.cev.eu/Competition-Area/competition.aspx?ID=545&PID=-2. Läst 21 mars 2023.
24. ↑  ”2012 CEV Volleyball European League - Women” (på engelska). Confédération Européenne de Volleyball. https://www-old.cev.eu/Competition-Area/competition.aspx?ID=564&PID=-2. Läst 21 mars 2023.
25. ↑  ”2013 CEV Volleyball European League - Women” (på engelska). Confédération Européenne de Volleyball. https://www-old.cev.eu/Competition-Area/Competition.aspx?ID=598&PID=-2. Läst 29 juni 2024.
26. ↑  ”2015 CEV Volleyball European League - Women” (på engelska). Confédération Européenne de Volleyball. https://www-old.cev.eu/Competition-Area/competition.aspx?ID=815&PID=-2. Läst 21 mars 2023.
27. ↑  ”2015 CEV Volleyball European Championship - Women” (på engelska). Confédération Européenne de Volleyball. https://www-old.cev.eu/Competition-Area/competition.aspx?ID=701&PID=-2. Läst 13 oktober 2022.
28. ↑  ”2016 CEV Volleyball European League - Women” (på engelska). Confédération Européenne de Volleyball. https://www-old.cev.eu/Competition-Area/competition.aspx?ID=940&PID=-2. Läst 21 mars 2023.
29. ↑  ”FIVB World Grand Prix 2017” (på engelska). Fédération Internationale de Volleyball. http://worldgrandprix.2017.fivb.com/en. Läst 7 mars 2023.
30. ↑  ”2017 CEV Volleyball European Championship - Women” (på engelska). Confédération Européenne de Volleyball. https://www-old.cev.eu/Competition-Area/competition.aspx?ID=841&PID=-2. Läst 13 oktober 2022.
31. ↑  ”2018 CEV Volleyball European Golden League - Women” (på engelska). Confédération Européenne de Volleyball. https://www-old.cev.eu/Competition-Area/competition.aspx?ID=1090&PID=-2. Läst 29 oktober 2022.
32. ↑  ”Women's Final Standing” (på engelska). Fédération Internationale de Volleyball. 16 maj 2019. https://web.archive.org/web/20190516075058/http://challengercup.volleyball.world/en/women/finalstanding. Läst 11 maj 2023.
33. ↑  ”2019 CEV Volleyball European Golden League - Women” (på engelska). Confédération Européenne de Volleyball. https://www-old.cev.eu/Competition-Area/competition.aspx?ID=1152&PID=-2. Läst 11 maj 2023.
34. ↑  ”CEV EuroVolley 2019  -  Women” (på engelska). Confédération Européenne de Volleyball. https://www-old.cev.eu/Competition-Area/competition.aspx?ID=1053&PID=-2. Läst 10 september 2022.
35. ↑  ”CEV Volleyball European Golden League 2021  -  Women” (på engelska). Confédération Européenne de Volleyball. https://www-old.cev.eu/Competition-Area/competition.aspx?ID=1296&PID=-2. Läst 29 oktober 2022.
36. ↑  ”CEV EuroVolley 2019  -  Women” (på engelska). Confédération Européenne de Volleyball. https://www-old.cev.eu/Competition-Area/MatchPage.aspx?mID=46321&ID=1248&CID=7808&PID=1993. Läst 26 maj 2022.
37. ↑  ”CEV Volleyball European Golden League 2022  -  Women - Competition Final Standing” (på engelska). Confédération Européenne de Volleyball. https://www-old.cev.eu/Competition-Area/competition.aspx?ID=1379&PID=-2. Läst 5 juli 2023.
38. ↑  ”European League” (på engelska). Confédération Européenne de Volleyball. https://www.cev.eu/national-team/european-league/2023/european-golden-league/women. Läst 10 juli 2023.
39. ↑  ”Women  -  EuroVolley” (på engelska). Confédération Européenne de Volleyball. https://eurovolley.cev.eu/en/2023/women/#final-standing. Läst 10 september 2023.
40. ↑  ”CEV Volleyball European Silver League 2024  -  Women” (på engelska). Confédération Européenne de Volleyball. https://www.cev.eu/national-team/european-leagues/european-silver-league/women/2024/. Läst 20 juni 2024.